# Bomolocha anicina
Bomolocha anicina là một loài bướm đêm trong họ Noctuidae.